# Kanton Reignier-Ésery
Der Kanton Reignier-Ésery war von 1860 bis 2015 ein französischer Wahlkreis im Département Haute-Savoie in der früheren Region Rhône-Alpes. Er umfasste acht Gemeinden; sein Hauptort (frz.: chef-lieu) war Reignier-Ésery. Der Kanton wurde auf den 1. April 2007 zusammen mit seinem Hauptort in Reignier-Ésery umbenannt. Die landesweiten Änderungen in der Zusammensetzung der Kantone brachten im März 2015 seine Auflösung.

## Gemeinden
| Gemeinde         | Einwohner Jahr | Fläche km² | Bevölkerungsdichte | Code INSEE | Postleitzahl |
| ---------------- | -------------- | ---------- | ------------------ | ---------- | ------------ |
| Arbusigny        | 1053 (2013)    | 12,3       | 86 Einw./km²       | 74015      | 74930        |
| Fillinges        | 3278 (2013)    | 11,7       | 280 Einw./km²      | 74128      | 74250        |
| Monnetier-Mornex | 2332 (2013)    | 11,4       | 205 Einw./km²      | 74185      | 74560        |
| La Muraz         | 1060 (2013)    | 14,4       | 74 Einw./km²       | 74193      | 74560        |
| Nangy            | 1608 (2013)    | 4,6        | 350 Einw./km²      | 74197      | 74380        |
| Pers-Jussy       | 2807 (2013)    | 18,7       | 150 Einw./km²      | 74211      | 74930        |
| Reignier-Ésery   | 7245 (2013)    | 25,1       | 289 Einw./km²      | 74220      | 74930        |
| Scientrier       | 1106 (2013)    | 7,2        | 154 Einw./km²      | 74262      | 74930        |